# Distretto di Mumbai City
Il distretto di Mumbai City è un distretto del Maharashtra, in India, di 3 326 837 abitanti.
È situato nella divisione del Konkan ed il suo capoluogo è Mumbai.